# 8 первых свиданий
«8 первых свиданий» — российско-украинская комедия 2012 года производства Студии «Квартал-95». Российская премьера состоялась 8 марта 2012 года.

## Сюжет
Вера и Никита не знакомы, они никогда не виделись, не считая того, что они выбрали одно и то же место для празднования своих успехов в личной жизни. Вера — успешная телеведущая собственного ток-шоу, она собирается замуж, и её избранник Константин — известный теннисист. Никита — востребованный врач-ветеринар, он сделал предложение руки и сердца Илоне — пластическому хирургу. У них всё складывалось хорошо, но всё изменилось в одно утро, когда Вера и Никита проснулись в одной постели. Решив, что это последствия бурного веселья, они расходятся в разные стороны, надеясь забыть всё это как страшный сон.
Но на следующее утро всё повторяется, они снова просыпаются в одной постели, хотя каждый из них точно знает, что засыпали они у себя дома. Так продолжается ещё несколько дней. Какие-то таинственные силы всё время сводят их, разрушая их личную жизнь, или, возможно, указывая, что они созданы друг для друга.

## В ролях
- Оксана Акиньшина — Вера Павловна Казанцева
- Владимир Зеленский — Никита Андреевич Соколов
- Екатерина Варнава — Илона Викторовна
- Денис Никифоров — Константин Сергеевич Рисин
- Олеся Железняк — Зинаида Ивановна, менеджер
- Евгений Кошевой — таксист
- Светлана Ходченкова — пассажирка такси
- Виктор Васильев — Алексей
- Елена Кондулайнен — мама Веры
- Сабина Ахмедова — Карина
- Мария Кравцова — режиссёр, подруга Веры
- Мария Петровская — подруга Илоны
- Сосо Павлиашвили — камео (певец на празднике)

## Факты
- Фильм запрещён на территории Украины, так как одну из ролей в нём сыграла актриса Екатерина Варнава, внесённая в перечень лиц, создающих угрозу нацбезопасности страны[2].